# Kendrick Perkins
Kendrick Perkins (Nederland, Texas, 10 de novembre de 1984) és un jugador de bàsquet estatunidenc.

## Biografia

### Anys de formació
Perkins va accedir a l'NBA sense passar per la universitat, atès que va proclamar-se elegible per al Draft de 2003 després de graduar-se a la Clifton J. Ozen High School de Beaumont (Texas). En aquella institució va liderar l'equip Ozen High fins a quatre campionats consecutius de districte i un campionat de l'Estat de Texas. Va obtenir una mitjana de 27,5 punts, 16,4 rebots i 7,8 taps per partit com a Senior. A més a més, el 2003, Perkins va ser escollit per a participar en el McDonald's All-American game per a jugador d'institut.

### NBA
Perkins va incorporar-se a l'NBA després de ser escollit en la posició número 27 del Draft de 2003 per Memphis Grizzlies i ser traspassat els seus drets en aquell mateix moment juntament amb els de Marcus Banks als Boston Celtics, a canvi de les d'altres dues eleccions de primera ronda d'aquell Draft: Troy Bell i Dahntay Jones.
Atès que va incorporar-se a l'equip amb només 19 anys i la seva escassa maduresa com a jugador, va tenir un paper testimonial la temporada 2003-2004, en què només va disputar deu partits, i una participació limitada, però més activa, la temporada següent, malgrat aparèixer ja en 60 partits de la lliga regular. A més a més va destacar-se en el sisè partit de la sèrie que els Celtics van disputar contra Indiana Pacers en primera ronda de playoffs per haver estat triat per l'entrenador Rick Carlisle com el llançador de dos tirs lliures decisius procedents d'una falta realitzada sobre Paul Pierce, al qual acabaven d'expulsar. El motiu va ser que presentava la pitjor mitjana d'encert de l'equip des d'aquesta distància i Perkins va fallar tots dos tirs, tot portant a l'equip a la pròrroga, que finalment seria guanyada pels Celtics.
Durant la temporada 2005-2006, en què els Celtics van optar per donar més temps de joc als jugadors més joves, Perkins va esdevenir el titular en 40 partits dels 68 que va disputar, al mateix temps que sorgien on conjunt de lesions, especialment a l'espatlla, que minvarien la seva participació al llarg de tres temporades. El traspàs de Mark Blount aquella mateixa temporada facilitaria la seva presència com a titular aquella temporada i la següent, caracteritzades per una progressió creixent, especialment en la vessant més defensiva.
Amb l'arribada als Boston Celtics de Kevin Garnett i Ray Allen, l'estiu de 2007, Perkins es va convertir en l'únic pivot titular, condició que ha conservat en tots els partits que ha disputat des d'aleshores. Aquella mateixa temporada, la 2007-2008, esdevindria campió de l'NBA. Des d'aleshores ha desenvolupat més les seves condicions ofensives, tot establint la seva mitjana anotador-rebotejador al voltant del doble-doble.

## Equips
- Boston Celtics - (Estats Units): 2003-2010.

## Títols

### Campionats NBA
- Boston Celtics - (Estats Units): 2007-2008